# جورج شابمان كالدويل
جورج شابمان كالدويل (بالإنجليزية: George Chapman Caldwell)‏ هو كيميائي أمريكي، ولد في 14 أغسطس 1834 في فرامينغهام في الولايات المتحدة، وتوفي في 7 سبتمبر 1907 في إثاكا في الولايات المتحدة.